# Гиперборея (альбом)
«Гиперборе́я» — тринадцатый «естественный» альбом группы «Аквариум». Вышел 9 июня 1997 года. 

## История создания
Почти все песни, вошедшие в альбом, были написаны ещё в 70-е годы и не вошли тогда в такие альбомы, как «Притчи графа Диффузора» и «Синий альбом». На момент записи альбома возник замысел смешать те старые песни и ритмы трип-хопа и брейкбита, царившие в музыке в 1997 году. Запись начали производить на студии «Добролёт», но позже переместились на студию «Мелодия» к звукорежиссёру Александру Докшину, записывавшему тогда альбомы группы «Deadушки». В процессе записи выяснилось, что смешать симфоническую оркестровку песен с электронными звуками не представляется возможным, и от последних пришлось отказаться. Отказаться также пришлось и от большинства барабанных партий, на их месте во многих песнях звучат только призрачные звуки электронной обработки — данный эффект был придуман звукорежиссёром Александром Мартисовым во время записи демо к альбому. Оплаченное издателем Андреем Гавриловым время записи использовалось по полной программе: в распоряжении группы было огромное количество духовых и струнных инструментов, делалось множество наложений треков, накладывались реверсивные звуки, использовались многочисленные шумы «Библиотеки Би-би-си».
В это время в группе существовал конфликт, который вскоре привел к её распаду, — у музыкантов были совершенно разные взгляды на то, какой в итоге должна быть симфоническая структура альбома. Именно поэтому на альбоме в середине «Магистрали» голос Тома Савини произносит: «Now let's kill the fucking band» («А теперь давайте-ка прикончим этот долбаный ансамбль») — фраза из фильма «От заката до рассвета».
Для альбома было записано больше старых песен, чем в него вошло, среди них «Менуэт земледельцу» (вышедшая только как бонус-трек на переиздании альбома 6 лет спустя; песня была также выпущена на сборнике «Кунсткамера»), «Письма с границ между светом и тенью» (вышедшая только 12 лет спустя на альбоме «Пушкинская, 10»), «Тяжёлый танцор», «Географическая». Почти все из этих записей так и не вышли за рамки демо.

## Благодарности на обложке альбома
Аквариум благодарит Галсана Тохтох, Дж. Харрисона, хор монастыря Гъюто, Юнгчен Лхамо, Хю фон Бинген, А.Ч. Бхактиведанту Свами Прабхупаду, безымянного коня, Квентина Тарантино, чёрное море, короре кокоре и прочих близких и неизвестных друзей.
ПОСВЯЩАЕТСЯ АКУСТИЧЕСКОМУ ВОИНУ

## Участники записи
- БГ: гитара, голос
- Сергей Щураков: аккордеон, фортепьяно
- Олег Сакмаров (Дед): флейты, кларнет, гобой, клавиши, tin whistle, саксофоны
- Алексей Зубарев: гитары, фортепьяно, виолончель
- Андрей Суротдинов: скрипка, альт, клавесин
- Владимир Кудрявцев: контрабас, бас
- Юрий Николаев: drums & percussion
- Олег Гончаров: глокеншпиль, хомуз, обработки, звуки
- При поддержке объединённого хора имени Летающего Бронзового Зверя (в составе Л. Рахимовой, В. Миронова и Ю. Шметкова)
- А также:
  - А. Силютина — фагот
  - П. Парфенкова — гобой
  - И. Залицайло — виолончель
  - Л. Иванова — арфа

Песни БГ оркестрованы: А. Зубаревым и О. Сакмаровым и сыграны Аквариумом.

## Список композиций
Музыка и текст во всех песнях — БГ, кроме специально отмеченных
1. Время любви пришло (5:10)
2. Всадник между небом и землёй (5:07)
3. Люди, пришедшие из можжевельника (3:16)
4. Ангел дождя (4:26) (Б.Гребенщиков — А.Гуницкий)
5. Апокриф (4:17)
6. Hyperborea In Memoriam (1:18) — инструментал
7. Ария Казанского Зверя (2:52)
8. Магистраль (20:14):
Увертюра (Б.Гребенщиков — А.Гуницкий)
Вавилонская башня
Павлов
Духовный паровоз
Интерлюдия — инструментал
Однолюб
Ржавый жбан
Le Finale Grand (О.Сакмаров) — инструментал
9. Быстрый Светлый (2:31)

### Бонус-трек
Присутствует на диске «Антология — XVIII. Гиперборея»
1. Менуэт Земледельцу (5:36) (Б.Гребенщиков — А.Гуницкий)

## Переиздания
- 2003 год — альбом переиздан на CD в рамках проекта «Антология». В этом издании добавлен бонус-трек.

## Факты
- Гиперборея — в древнегреческой мифологии и наследующей ей традиции легендарная северная страна[2].
- Все песни альбома крайне редко или вообще никогда не игрались на концертах группы. При этом многие из них были написаны в совершенно другую эпоху:
  - 70-е — песня «Время любви пришло» входила в альбом «Притчи графа Диффузора». Песня «Всадник между небом и землёй» была написана в Гребенщиковым в 1976 году на военных сборах в Кандалакше в туалете казармы. Эта песня до записи альбома никогда не игралась с группой и была исполнена только один раз для Майка Науменко в 1978 году[3]. Песня «Ангел дождя» написана А. Гуницким в 1973 году. Приблизительно в 1989 году Борис Гребенщиков дописал к ней два куплета, и песня в таком изменённом виде была записана для «Гипербореи». Песня «Апокриф» была посвящена памяти Джимми Хендрикса.
  - 80-е — песня «Люди, пришедшие из можжевельника» впервые была исполнена на 10-летии группы и вошла в альбом «Аквариум. 10 лет». Песня «Быстрый светлый» была написана во времена записи альбома «Равноденствие», но не вошла туда.
  - 90-е — песня «Ария Казанского Зверя» (посвящение Олегу Сакмарову), все куски, вошедшие в «Магистраль», и инструментал «Hyperborea In Memoriam» были написаны незадолго до (весной 1996 года) и во время записи «Гипербореи» (что касается и бонус-трека «Менуэт земледельцу», текст песни считался утерянным, но был найден в результате совместного музицирования дома у вышеуказанного Сакмарова).